# Aurélien Rougerie
Aurélien Rougerie (ur. 26 września 1980 w Beaumont) – francuski rugbysta, występujący na pozycji środkowego ataku lub skrzydłowego w zespole ASM Clermont Auvergne oraz we francuskiej drużynie narodowej.
Jego ojciec, Jacques Rougerie, również był reprezentantem Francji w rugby.
W drużynie narodowej debiutował 10 listopada 2001 w meczu testowym z zespołem RPA. Dwa tygodnie później zdobył swoje pierwsze przyłożenie w reprezentacji w meczu z Fidżi. Uczestniczył w Pucharze Świata w latach 2003, 2007 i 2011. W 2003 i 2007 zespół francuski z Rougerie w składzie zajmował czwarte miejsca. W 2011 dotarł do finału, gdzie przegrał z Nową Zelandią. Puchar Sześciu Narodów zdobywał w latach: 2002, 2004, 2006, 2007 i 2010.
W rozgrywkach klubowych zdobył z zespołem Clermont: mistrzostwo Francji w 2010 (w latach 2001, 2007, 2008 i 2009 wicemistrzostwo) oraz Puchar Challenge w 2007.